# Andreas Ulmer
 (mai 2021).
Andreas Ulmer est un footballeur international autrichien né le 30 octobre 1985 à Linz.

## Biographie

### Carrière en club
Le 2 avril 2017, il se met en évidence en étant l'auteur d'un doublé dans le championnat d'Autriche, sur la pelouse du SCR Altach (victoire 0-5 à l'extérieur).
En 2018, il atteint les demi-finales de la Ligue Europa, en étant battu par l'Olympique de Marseille.
Le 17 septembre 2019, il inscrit son premier but en phase de groupe de la Ligue des champions, lors de la réception du KRC Genk (victoire 6-2).

### Carrière en sélection
Andreas Ulmer reçoit sa première sélection en équipe d'Autriche le 11 février 2009, en amical contre la Suède (défaite 0-2).
Le 4 septembre 2020, il délivre sa première passe décisive, contre la Norvège. Ce match gagné 1-2 rentre dans le cadre de la Ligue des nations de l'UEFA 2020-2021.
En juin 2021, il est retenu par le sélectionneur Franco Foda afin de participer au championnat d'Europe 2020. Lors de cette compétition, il joue deux matchs de phase de poule. L'Autriche s'incline en huitièmes de finale face à l'Italie après prolongation.

## Palmarès
- Austria Vienne
  - Champion d'Autriche en 2006

- Red Bull Salzbourg
  - Champion d'Autriche en 2009, 2010, 2012, 2014, 2015, 2016, 2017, 2018, 2019, 2020 et 2021
  - Vainqueur de la Coupe d'Autriche en 2012, 2014, 2016, 2017, 2019, 2020 et 2021